# Willy Breuer
Wilhelm „Willy“ Breuer (* 8. August 1903 in Köln; † 18. November 1969 ebenda) war ein deutscher Sänger, Karnevalist und Büttenredner.

## Leben und Wirken
Breuer betätigte sich schon als Jugendlicher als Büttenredner und Sänger von Couplets, Stimmungsliedern und Karnevalsschlagern, die er zum Teil selbst verfasst hatte.
In den 1930er Jahren sang er zahlreiche, inzwischen zu Klassikern des rheinischen Karnevals gewordene Schlager wie Heidewitzka Herr Kapitän, Das kannst Du nicht ahnen, Kornblumenblau oder Die hinge de Gadinge stonn, geschrieben von u. a. August Batzem, Karl Berbuer, Gerhard Ebeler und Hans Otten, Gerhard Jussenhoven und Jupp Schmitz und Willi Ostermann.
Ab 1944 betrieb er als „Singender Wirt“ am Kümpchenshof in Köln eine Gastwirtschaft, 1961 gründete er die „Deutsche Glatzenbruderschaft“, für die er auch ein Marschlied schrieb. Er trat im Rundfunk am Kölner Sender auf und besang zahlreiche Grammophonplatten. Auf „Grammophon“, wo er auf den Etiketten stets als „rheinischer Sänger“ angekündigt wurde, begleitete ihn meist das Orchester des Kapellmeisters Egon Kaiser, bei „Telefunken“ die Kölner Kapelle Christian Reuter. Bei „Odeon“ sang er mit dem großen Tanzorchester Josef Breuer.
Nach 1945 besang er mit dem „Rheinischen Stimmungsorchester Ferdy Klein“ für das Kölner Unternehmen Tefifon Schallbänder, beispielsweise „Die Grosse Tefi-Karnevals-Revue ‚Spass Muss Sein!‘“ Für den Kölner Stadt-Anzeiger sang er 1950 mit Orchesterbegleitung und Chor auf einer Werbeschallplatte den Willi Ostermann-Schlager Wenn einer jet om Hätze hätt.
Bekannt wurde er durch seine Version von Wir sind die Eingeborenen von Trizonesien auf dem Union Record-label mit der Kapelle Teddy Kleindin und mit seinem Blumenlied (auf Odeon), das er für die 1957 erstmals in Köln abgehaltene Bundesgartenschau geschrieben hatte. Es folgten weitere Schlager, die, wie das Walzerlied Kinder der Zeit mit dem Untertitel „Wir Wirtschafts-Wunder-Kinder“, das Marschlied Erst ein Schnäpschen, oder das Walzerlied Wir hab’n se nich all, auch die deutsche Nachkriegswirklichkeit behandelten.
Breuer starb 1969 im Alter von 66 Jahren in seiner Wohnung in der Kölner Altstadt. Er hatte 1937 geheiratet, die Ehe wurde später geschieden.

## Werke
- Besser eine Glatze als gar keine Haarʹ!
- Dat nächste Ründche, dat Ründche, wat jetzt kütt; Kölsch Marschleed
- De Hüsjer bunt om Aldermat
- Erst ein Schnäpschen
- Es war in Altenahr
- Gib mir einen Kuß! Rhein
- Hast du Lust, das Ding mit mir zu drehʹn?
- Ich schloof bei dir …
- Ich weiss, warum du nicht nach Hause gehst!
- Kinder der Zeit („Wir Wirtschafts-Wunder-Kinder“)
- Lasst Blumen sprechen
- Mädel, das kann sein
- No zeig ens, wat do kann’s …
- Nur eine kleine schöne Frau …
- Opjepass, opjepass
- Su jet wie Dich! so was wie Dich!
- Viel zu schön, immer, wenn es am schönsten ist!
- Warum singt man denn am Rhein so schöne Lieder?
- Wir hab’n se nich all

## Tondokumente

### Grammophon/Polydor
- 12 099, auch 2466 (Matrizennummer: 6820 ½ GR-8) Heidewitzka Herr Kapitän. Marschlied von Karl Berbuer.[8] / (Matrizennummer: 6822 GR-8) Adjühs Frau Schmitz, auf Wiedersehn. Marschlied (Otten – Ebeler) Willy Breuer, rheinischer Sänger, mit Egon Kaiser Tanz-Orchester.
- 12 102, auch 2834 (Matrizennummer: 8123 ½ GR-8) Das kannst du nicht ahnen. Walzerlied (Karl Berbuer) Willy Breuer, rheinischer Sänger, mit Egon Kaiser Tanz-Orchester.
- 2841 (Matrizennummer: 8134 ½ GR-8) Die hinger de Gadinge stonn. Kölsch Fox-trot Leed (Musik: G. Jussenhoven – Text: J. Schlösser) / (Matrizennummer: 8133 ½ GR8) Kornblumenblau. Walzerlied (Musik: G. Jussenhoven – Text: J. Schlösser) Willy Breuer, rheinischer Sänger, mit Egon Kaiser Tanz-Orchester.[9]
- 2869 (Matrizennummer: 8062 ½ GD-9) Jupp lass laufe : Marschlied (Musik: Peter Kronenberg – Text: Walter Pengel) / (mx. 8122 ½ GR-8) Ess dat dann nix Marie? : Rheinländer (Karl Berbuer) Willy Breuer, rheinischer Sänger, mit Egon Kaiser Tanz-Orchester.

### Odeon
- O-28221 (mx. Be 14500) Wenn du kannst und willst : Walzerlied (Erich Keufenheuer, Gerhard Ebeler) / (mx. Be 14499) Du bist die Frau, die mir der Arzt verschrieben …! : Walzerlied (Gerhard Jussenhoven, Jupp Schlösser) Willy Breuer und Chor m. d. gr. Tanzorchester Josef Breuer, Köln.
- O-28224 (mx. Be 14494) Gib mir einen Kuß! : Rhein. Marschlied (Willy Breuer) / (mx. Be 14495-1) Ob am Rhein man küßt, ob an der Elbe! : Walzerlied (August Batzem) Willy Breuer und Chor, m. d. gr. Tanzorchester Josef Breuer, Köln.
- O-29101 (mx. Be 15568-1) Laßt Blumen sprechen! Walzerlied (Musik: A. Weingarten, Text: W. Breuer) Willy Breuer, Werner Preuß und Die fröhlichen Musikanten.

### Telefunken
- A 11035 (mx. 36 086) Die gefährlichen Jahre : Walzerlied (Dr. Jussenhoven) / (mx. 36 082) Fang mit der Liebe an : Walzerlied (Adam Blum) Kapelle Christian Reuter, Köln. Gesang: Willy Breuer mit Chor.
- A 11036 (mx. 36088) Humor ist wenn man trotzdem lacht (Musik: Steinbüchel) / (mx. 36087) Der goldene Leichtsinn (Musik: Steinbüchel) Kapelle Christian Reuter, Köln. Gesang: Willy Breuer mit Chor.
- A 11037 (mx. 86 031) Dat Schönste op der Welt, dat is 'ne Püngel Geld. Marschlied von Jupp Schmitz.[10] / (mx. 86 083) Und et Arnöldche fleut. Walzerlied von Karl Berbuer.[11] Kapelle Christian Reuter, Köln. Gesang: Willy Breuer mit Chor.

### Kristall
- Kristall 9109 (mx. C 9718.1) Och wat wor dat fröher schön doch en Colonia : Lied (Willi Ostermann) / (mx. C 9719.1) Opjepass, opjepass : Marschlied (Breuer) Die Kölsche Rabaue. Sologesang: Willy Breuer.

### Tempo und Filialmarken
- Union Record 2574 (mx. 574) Trizonesien-Song : Marschfox (Karl Berbuer) / (mx. 575) Kann man denn nüchtern sein? : Walzerlied (Karl Berbuer) Kapelle: Teddy Kleindin, Gesang: Willy Breuer, Köln.
- Special Record 2580 (mx. 726) Ich schloof bei dir … : Walzerlied (Text und Musik: Willy Breuer) / (mx. 727) No zeig ens, wat do kann’s …: Marschlied (Willy Breuer, Franz Steinbüchel) Gesang: Willy Breuer, Köln, mit Special-Orchester. Leitung: Carl Röntz.